# Molinadendron sinaloense
Molinadendron sinaloense là một loài thực vật có hoa trong họ Hamamelidaceae. Loài này được (Standl. & Gentry) P.K. Endress miêu tả khoa học đầu tiên năm 1969.